# TL 9000
TL 9000 是通訊業供應商品質卓越論壇(QuEST Forum) 在 1998 年設立的通信電子業品質系統標準。它的目的是建立及維持一套國際電信業通用的品質系統標準，並簡化電信、電子業者品質系統標準之數量。
如同  專注於汽車產業、AS9000 專注於航空產業，TL9000 以ISO9001品質管理系統為基本架構，並專注於電信業硬體、軟體及服務的要求，包括兩個部份：TL 9000 品質系統要求(Requirements)、及 TL 9000 品質系統衡量指標(Measurements)。

### 通訊業供應商品質卓越論壇（QuEST Forum）
QuEST Forum (英語全稱：Quality Excellence for Suppliers of Telecommunication Forum) 由貝爾企業 (包括Bell Atlantic、Bell South、Pacific Bell、Southwestern Bell...等分公司) 於 1996年4月創立，貝爾企業同時召集了電信業產品製造廠商及服務供應商，共同組成了QuEST。
通訊業供應商品質卓越論壇成立的目的是為提升品質、產業革新、品質衡量標準統一、確保品質持續改善之動力與效益，主要任務是促進電信/通訊服務之品質與可靠度的持續進步。

### TL 9000 文件手冊
TL 9000 定義了兩個文件：
- TL 9000 要求手冊 (Requirement Handbook) 6.0，包含 ISO 9001:2015 全文
- TL 9000 測量手冊 (Measurement Handbook) 5.5

缺陷跟踪報告和其他不同等級量測指標的「粒度」（發生的頻率、或時間）是由 TL9000 認證機構美國德克薩斯州大學達拉斯分校管理，對 TL9000 會員企業提供報告不收取額外費用，對 TL9000 聯絡和非會員提供報告則須收取額外費用。通常，這些測量數據允許服務供應商比較各種設備製造商和其他供應商的缺陷率。

### TL 9000 品質管理系統架構
TL 9000 條文直接標明對不同領域的要求：
- C (Common)：通用(硬體、軟體及服務)
- H (Hardware)：硬體、通常是有形的可計數的特性、指貨物。
- S (Software)：軟體由資訊組成，能以方法、執行或程序的形式來表示。
- V (serVice)：服務是在供應商和顧客之間介面所實施的至少一項活動的結果。
- HS (Hardware-Software)
- HV (Hardware-Services)

## 外部連結
- 官方网站
- QuEST Forum（页面存档备份，存于）